# Deutsche Fußballmeisterschaft der A-Junioren 1970/71
Die deutsche Fußballmeisterschaft der A-Junioren 1971 war die 3. Auflage dieses Wettbewerbes. Meister wurde der 1. FC Köln, das im Finale den 1. FC Nürnberg mit 3:1 besiegte.

## Teilnehmende Mannschaften
An der A-Jugendmeisterschaft nahmen die vier Regionalverbandsmeister sowie der Meister aus Berlin teil.
| Regionalverband Nord                    | Regionalverband West      | Regionalverband Südwest      | Regionalverband Süd      | Berlin                 |
| --------------------------------------- | ------------------------- | ---------------------------- | ------------------------ | ---------------------- |
| - Niedersachsen: Eintracht Braunschweig | - Mittelrhein: 1. FC Köln | - Südwest: Ludwigshafener SC | - Bayern: 1. FC Nürnberg | - Berlin: BFC Preussen |

## Qualifikation
|              | Ergebnis |            |
| ------------ | -------- | ---------- |
| BFC Preussen | 0:2      | 1. FC Köln |

## Endturnier inFürth

### Halbfinale
| Datum     |                | Ergebnis |                        |
| --------- | -------------- | -------- | ---------------------- |
| Sa 10.07. | 1. FC Köln     | 6:0      | Ludwigshafener SC      |
| Sa 10.07. | 1. FC Nürnberg | 3:0      | Eintracht Braunschweig |

### Spiel um Platz 3
| Datum     |                        | Ergebnis |                   |
| --------- | ---------------------- | -------- | ----------------- |
| So 11.07. | Eintracht Braunschweig | 6:1      | Ludwigshafener SC |

### Finale
| 1. FC Köln                               | 1. FC Köln | 1. FC Nürnberg | 1. FC Nürnberg |
| ---------------------------------------- | --- | --- | -------------- |
| 1. FC Köln                               | \| Sonntag: 11. Juli 1971 in Fürth (Ronhof) \| \| Ergebnis: 3:1 (2:0) \| \| Zuschauer: 3.200 \| \| Schiedsrichter: Jan Redelfs (Hannover) \|                                     | \| Sonntag: 11. Juli 1971 in Fürth (Ronhof) \| \| Ergebnis: 3:1 (2:0) \| \| Zuschauer: 3.200 \| \| Schiedsrichter: Jan Redelfs (Hannover) \|                                                                       | 1. FC Nürnberg |
| 1. FC Köln                               | Szczepanski – Zock – Liebig, Harald Konopka, Rainer Nicot – Josef Bläser, Herbert Neumann, Herbert Hein – Rüdiger Evers, Jürgen Glowacz, Georg Bosbach Cheftrainer: Josef Röhrig | Norbert Nützel – Rudolf Winter – Peter Franz, Rudolf Sturz, Alfred Herzig – Horst Linhard, Hans Härteis, Peter Geyer – Heinz Popp, Jan Majkowski (68. Hans Düllberg), Albert Bittlmayer Cheftrainer: Fritz Kreißel | 1. FC Nürnberg |
| 1. FC Köln                               | 1:0 Herbert Neumann (16.) 2:0 Harald Konopka (29., Handelfmeter) 3:0 Harald Konopka (63.)                                                                                        | 3:1 Albert Bittlmayer (70., Foulelfmeter) | 1. FC Nürnberg |
| Sonntag: 11. Juli 1971 in Fürth (Ronhof) | | |                |
| Ergebnis: 3:1 (2:0)                      | | |                |
| Zuschauer: 3.200                         | | |                |
| Schiedsrichter: Jan Redelfs (Hannover)   | | |                |